# بطاطا فليو
بطاطا فليو هو طبق جزائري تقليدي، أساسه البطاطا المنكّهة بالنعناع البري. أصله من منطقة البليدة الواقعة في سهل متيجة؛ منطقة مستنقعية ينمو فيها هذا النبات. ويعتبر من أبسط الأطباق الجزائرية لأنه لا يحتوي على اللحوم. يُحضر مع الدرسا، أو بدونها، تضاف بيضة في نهاية الطهي والنعناع البري.